# Liga dos Campeões da CONCACAF de 2011–12 – Fase Preliminar
A Rodada Preliminar da Liga dos Campeões da CONCACAF foi disputada entre de julho-agosto de 2011. Os jogos de ida foram disputados em 26-28 julho de 2011, e as partidas de volta foram disputadas em 2-4 agosto de 2011.
O sorteio para a Rodada Preliminar e para fase de grupos foi realizada em 18 de maio de 2011, na sede da CONCACAF, em Nova York. Equipes da mesma federação não podem se enfrentar nessa fase.
Um total de 16 equipas competiram, divididos em oito eliminatórias. Cada eliminatória foi disputada em duas partidas, o critério de gols marcados fora de casa vai ser usado, se persistir a igualdade o jogo irá para prorrogação e pênaltis, se necessário.
Os vencedores de cada eliminatória avançam para a fase de grupos junto com as oito equipes automaticamente classificadas.

## Jogos
| Equipe 1       | Total    | Equipe 2              | 1.º jogo | 2.º jogo  |
| -------------- | -------- | --------------------- | -------- | --------- |
| Motagua        | 4–2      | Municipal             | 4–0      | 0–2       |
| Morelia        | 7–0      | Tempête               | 5–0      | 2–0       |
| Isidro Metapán | 3–3 (gf) | Puerto Rico Islanders | 2–0      | 1–3       |
| Santos Laguna  | 4–3      | Olimpia               | 3–1      | 1–2       |
| Alianza        | 0–2      | FC Dallas             | 0–1      | 0–1       |
| Toronto FC     | 4–2      | Real Estelí           | 2–1      | 2–1       |
| San Francisco  | 1–2      | Seattle Sounders      | 1–0      | 0–2 (pro) |
| Herediano      | 10–2     | Alpha United          | 8–0      | 2–2       |

Todas as partidas em UTC-4

### Jogos de ida
| 26 de Julho de 2011 | San Francisco   | 1 – 0     | Seattle Sounders | Estadio Agustín Sánchez, La Chorrera   |
| 20:00               | Brown 28' (pen) | Relatório |                  | Público: 700 Árbitro: GUA David España |

| 26 de Julho de 2011 | Herediano                                                                              | 8 – 0     | Alpha United | Estadio Eladio Rosabal Cordero, Heredia  |
| 22:00               | Cubero 10' · Cancela 30' · Arias 38' · Salazar 59' · Barbosa 70' 77' 89' · Cordero 90' | Relatório |              | Público: 7,335 Árbitro: NIC Oscar Davila |

| 27 de Julho de 2011 | Toronto FC    | 2 – 1     | Real Estelí   | BMO Field, Toronto                          |
| 20:00               | Plata 56' 72' | Relatório | Alesandro 81' | Público: 9,241 Árbitro: USA Ricardo Salazar |

| 27 de Julho de 2011 | Isidro Metapán            | 2 – 0     | Puerto Rico Islanders | Estadio Jorge Calero Suárez, Metapán     |
| 20:00               | Portillo 65' · Kardec 87' | Relatório |                       | Público: 1,658 Árbitro: PAN Jafeth Perea |

| 27 de Julho de 2011 | Santos Laguna                                    | 3 – 1     | Olimpia     | Estadio Corona, Torreón                  |
| 22:00               | Peralta 29' · Rodríguez 61' (pen) · Quintero 63' | Relatório | Bekeles 66' | Público: 7,500 Árbitro: ELS Joel Aguilar |

| 28 de Julho de 2011 | Morelia                                                               | 5 – 0     | Tempête | Estadio Morelos, Morelia                     |
| 20:00               | Huiqui 15' · Sabah 63' (pen) · Rojas 67' · Sepúlveda 70' · Lozano 76' | Relatório |         | Público: 6,954 Árbitro: HON Héctor Rodríguez |

| 28 de Julho de 2011 | Alianza | 0 – 1     | FC Dallas   | Estadio Cuscatlán, San Salvador          |
| 22:00               |         | Relatório | Jackson 70' | Público: 7,301 Árbitro: CAN David Gantar |

| 28 de Julho de 2011 | Motagua                                                  | 4 – 0     | Municipal | Estádio Tiburcio Carías Andino, Tegucigalpa |
| 22:00               | Bengtson 42' · Borjas 56' · Guevara 69' · G. Ramírez 76' | Relatório |           | Público: 6,000 Árbitro: PAN Roberto Moreno  |

### Jogos de volta
| 2 de Agosto de 2011 | Real Estelí       | 1 – 2     | Toronto FC      | Estadio Independencia, Estelí           |
| 22:00               | Rosas 45+1' (pen) | Relatório | Johnson 37' 47' | Público: 4,500 Árbitro: HON Raúl Castro |

| 3 de Agosto de 2011 | FC Dallas   | 1 – 0     | Alianza | Pizza Hut Park, Frisco                        |
| 20:00               | Ihemelu 37' | Relatório |         | Público: 3,400 Árbitro: SUR Enrico Wijngaarde |

| 3 de Agosto de 2011 | Tempête | 0 – 2     | Morelia                      | Estadio Morelos, Morelia (Mexico)1        |
| 20:00               |         | Relatório | Sepúlveda 31' · Sansores 78' | Público: 6,919 Árbitro: PUR Javier Santos |

| 3 de Agosto de 2011 | Puerto Rico Islanders                  | 3 – 1     | Isidro Metapán | Juan Ramón Loubriel Stadium, Bayamón        |
| 20:00               | Foley 60' 68' (pen) · Richardson 90+5' | Relatório | Blanco 56'     | Público: 1,125 Árbitro: JAM Valdin Legister |

| 3 de Agosto de 2011 | Seattle Sounders          | 2 – 0 (pro) | San Francisco | CenturyLink Field, Seattle                 |
| 22:00               | Fernández 41' · Jaqua 98' | Relatório   |               | Público: 21,233 Árbitro: COS Jeffrey Solis |

| 3 de Agosto de 2011 | Olimpia                  | 2 – 1     | Santos Laguna | Estádio Tiburcio Carías Andino, Tegucigalpa |
| 22:00               | Rojas 16' · Beckeles 86' | Relatório | Suárez 14'    | Público: 10,644 Árbitro: USA Jair Marrufo   |

| 4 de Agosto de 2011 | Alpha United           | 2 – 2     | Herediano                   | Providence Stadium, Providence           |
| 20:00               | Abrams 34' · Grant 75' | Relatório | Hernandez 78' · Barbosa 84' | Público: 600 Árbitro: BAR Clifton Garnes |

| 4 de Agosto de 2011 | Municipal       | 2 – 0     | Motagua | Estadio Mateo Flores, Cidade da Guatemala    |
| 22:00               | Romero 32', 43' | Relatório |         | Público: 1,500 Árbitro: MEX Ricardo Arellano |

Notas
- Nota 1: A equipe do  Tempête do Haiti vai jogar os seus dois jogos  da Rodada Preliminar contra o  Morelia no México devido a reforma incompleta do Stade Sylvio Cator em Port-au-Prince. [4]